# Кайванский вазописец

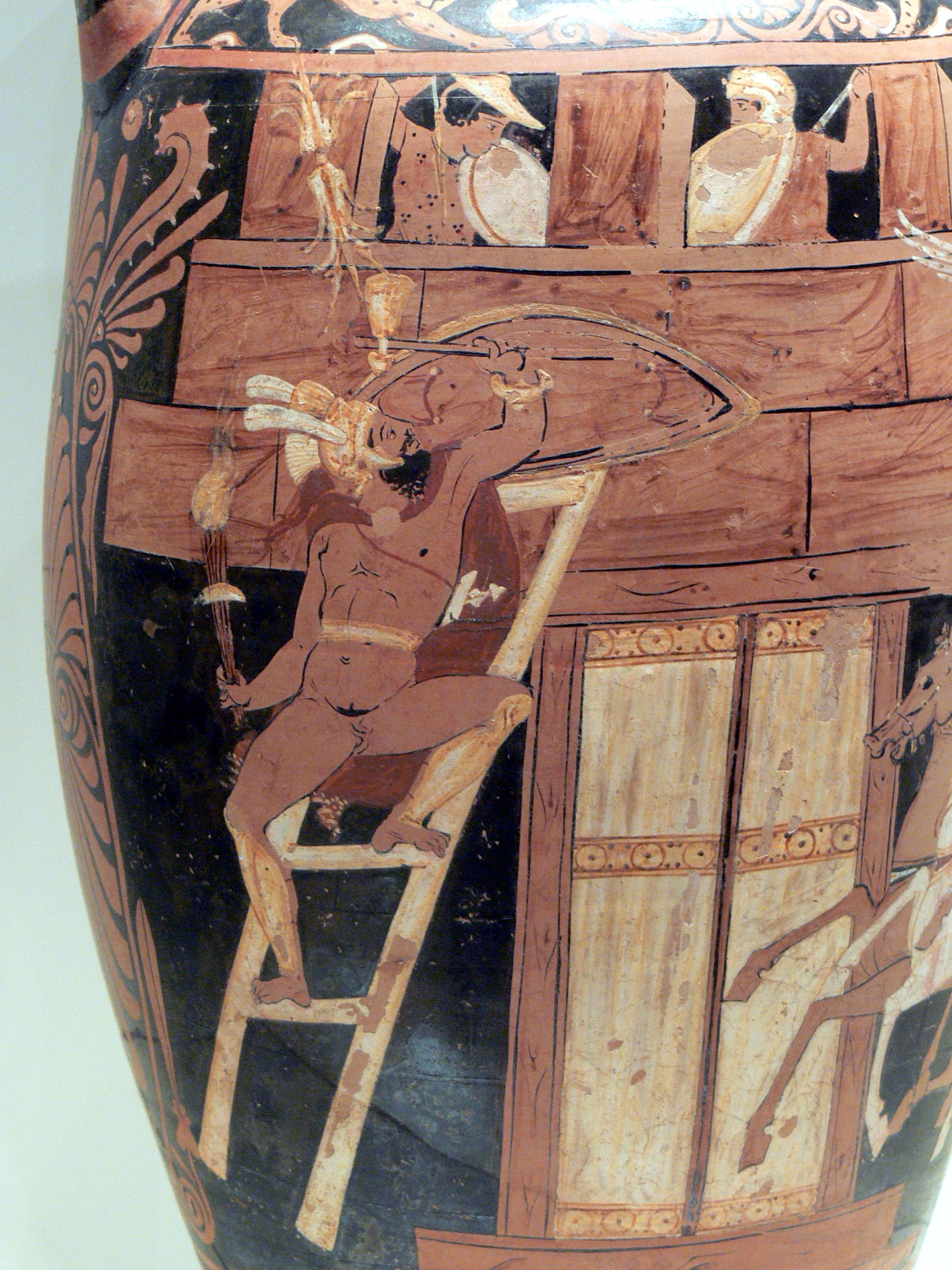
Амфора «Семеро против Фив», по лестнице поднимается Капаней. Кайванский вазописец

Кайванский вазописец (англ. Caivano Painter, нем. Caivano-Maler) — анонимный греческий вазописец, работал в Капуе в IV веке до н. э. в краснофигурной технике. Известен своей мастерской кампанской вазописи.

## Творчество
Как и у большинства древнегреческих вазописцев, его настоящее имя неизвестно. Он назван в честь города Кайвано, где найдено большинство его работ. Основными темами мастера были необычные мифологические и театральные темы. Воины обычно носят осканские доспехи (оски — одно из самнитских племён), а женщины чаще всего изображаются в платьях в полоску. Кайванский вазописец использовал дополнительно белый, жёлтый и пурпурно-красный цвета. Влияние Кайванского вазописца сказалось на технике вазописи Пестума и городов Южной Италии. Некоторые исследователи даже считают, что Кайванский вазописец мог работать в Пестуме.
Одна из ваз работы Кайванского вазописца сейчас находится в Музее Гетти. Это амфора, на которой изображена сцена «Семеро против Фив»: несколько героев напали на город, чтобы восстановить власть законного царя; герой Капаней поднимается по лестнице. Как известно из мифа, Капаней похвастался, что его не остановит даже сам Зевс, за что последний поразил его молнией. На обратной стороне вазы изображены Менада и сатиры, спутники бога Диониса.